# Bagklog på P1
Bagklog på P1 var et dansk radioprogram der i en årrække blev sendt live på DR P1 om lørdagen fra klokken ti til tolv.
Programmets vært var Esben Kjær, der havde en ugentlig skiftende gæstevært i studiet.
I programmet diskuteredes ugens nyheder, der ofte kommenteredes satirisk.
Blandt gæsteværtene var blandt mange andre Martin Lidegaard, Lone Dybkjær, Pernille Vermund og Pernille Skipper.
I efteråret 2021 vikarierede Julie Toft for Esben Kjær.
I 2020 var det normale lytterantal på 200.000.
Henrik Palles mening om programmet der kom til udtryk i en klumme i Politiken blev opsummeret til at programmet var "tåkrummende og rent ud sagt pisseirriterende. Men også underholdende og provokerende" og Palle blev citeret med at "Esben Kjær er fræk som en slagterhund og har selvtillid som en strandløve".
Deroverfor har Thomas Bredsdorff kaldt det sit yndlingsprogram.
Kurt Strand anså det "som en institution i æteren hver lørdag", men mente at det fungerede bedst når gæsteværten kunne levere modspil til Esben Kjærs "hurtige og nogle gange letkøbte, dumsmarte bemærkninger."